# Kees Smit (2006)
Kees Smit (Heiloo, 20 januari 2006) is een Nederlands voetballer, die bij voorkeur uitkomt als middenvelder. Hij brak in 2024 door vanuit de jeugdopleiding van AZ.

## Clubcarrière

### AZ
Smit begon met voetballen bij De Foresters en ging in 2015 op 9-jarige leeftijd naar de jeugdopleiding van AZ. Op 23 januari 2023 maakte hij zijn debuut in het profvoetbal namens Jong AZ tegen Helmond Sport. Hij speelde vier wedstrijden dat seizoen en het jaar erop werd hij basisspeler bij Jong AZ. Hij maakte ook deel uit van het team van AZ onder 19 dat in het seizoen 2022/23 de UEFA Youth League won. Hij scoorde onder andere een 'wereldgoal' tegen FC Barcelona in de achtste finale. Hij maakte de openingstreffer in een wedstrijd die met 3-0 werd gewonnen. In de finale tegen Hajduk Split gaf hij nog een assist (5-0).
Op 18 september scoorde Smit tegen Jong Ajax zijn eerste doelpunt in het profvoetbal. Op 1 maart 2024 was hij voor het eerst aanvoerder van Jong AZ, toen het met 1-1 gelijkspeelde tegen FC Eindhoven. Op 7 maart 2025 maakte hij een hattrick in 13 minuten tegen Jong FC Utrecht; op aangeven van respectievelijk Kevin Toppenberg, Jorn Berkhout en Ro-Zangelo Daal scoorde Smit in de 68e, 77e, en 80e minuut. Daarnaast gaf hij nog twee assists, op Sem van Duijn en Daal, waardoor de stand op 5-1 eindigde.
Op 10 maart 2024 maakte Smit in de Eredivisie tegen Excelsior Rotterdam zijn debuut voor AZ. Die zomer werd hij samen met onder meer Zico Buurmeester en Lewis Schouten definitief overgeheveld naar het eerste elftal. Meer dan een halfjaar na zijn debuut voor AZ, mocht Smit weer in actie komen, dit maal tegen Fenerbahçe in de groepsfase van de UEFA Europa League op 7 november 2024. Smit kwam na 64 minuten in de ploeg voor Jayden Addai, en scoorde elf minuten later op aangeven van Sven Mijnans. In de 87e minuut gaf hij ook nog een assist op Denso Kasius, waardoor AZ met 3-1 won van Fenerbahçe. Drie dagen later mocht hij ook in de Eredivisie weer in actie komen, tegen Willem II (2-1 winst). Op 28 november 2024, in de Europa League tegen Galatasaray (1-1), kreeg Smit twee gele kaarten binnen vijf minuten, waardoor hij de volgende wedstrijd op het Europese toernooi moest missen. Op 21 april 2025 mocht Smit starten in de KNVB Bekerfinale tegen Go Ahead Eagles, die na penalty's werd verloren.

## Statistieken

#### Beloften
| Seizoen         | Club            | Competitie      | Competitie | Competitie |
| Seizoen         | Club            | Competitie      | Wed.       | Dlp.       |
| --------------- | --------------- | --------------- | ---------- | ---------- |
| 2022/23         | Jong AZ         | Eerste Divisie  | 4          | 0          |
| 2023/24         | Jong AZ         | Eerste Divisie  | 29         | 2          |
| 2024/25         | Jong AZ         | Eerste Divisie  | 13         | 8          |
| Totaal beloften | Totaal beloften | Totaal beloften | 46         | 10         |

#### Senioren
| Seizoen                    | Club            | Competitie      | Competitie | Competitie | Beker | Beker | Overig | Overig | Totaal | Totaal |
| Seizoen                    | Club            | Competitie      | Wed.       | Dlp.       | Wed.  | Dlp.  | Wed.   | Dlp.   | Wed.   | Dlp.   |
| -------------------------- | --------------- | --------------- | ---------- | ---------- | ----- | ----- | ------ | ------ | ------ | ------ |
| 2023/24                    | AZ              | Eredivisie      | 1          | 0          | 0     | 0     | 0      | 0      | 1      | 0      |
| 2024/25                    | AZ              | Eredivisie      | 18         | 0          | 3     | 1     | 9      | 1      | 30     | 2      |
| Totaal senioren            | Totaal senioren | Totaal senioren | 19         | 0          | 3     | 1     | 9      | 1      | 31     | 2      |
| Carrièretotaal             | Carrièretotaal  | Carrièretotaal  | 65         | 10         | 3     | 1     | 9      | 1      | 77     | 10     |
| Bijgewerkt op 28 juni 2025 |                 |                 |            |            |       |       |        |        |        |        |

## Interlandcarrière
Smit speelde voor de jeugdelftallen van Nederland onder 16, onder 17, onder 18 en onder 19. Met Nederland onder 19 werd hij in 2025 Europees kampioen. Smit werd bestempeld als 'smaakmaker' van het elftal. Hij scoorde in vier van de vijf wedstrijden een doelpunt; alleen in de finale tegen Spanje kwam hij niet tot scoren. Na afloop van het toernooi werd hij benoemd tot Speler van het Toernooi en werd hij gedeeld topscorer.

## Erelijst
| Competitie        |        |         |    |
| Competitie        | Aantal | Jaren   |    |
| AZ                | AZ     | AZ      | AZ |
| ----------------- | ------ | ------- | -- |
| UEFA Youth League | 1x     | 2022/23 |    |
| Nederland –19     |        |         |    |
| EK Onder 19       | 1x     | 2025    |    |